# 제넬 윌리암스
저넬 윌리엄스(Genelle Williams, 영어 발음: /dʒəˈnɛl/, 1984년 2월 18일 ~ )는 캐나다의 배우이다. 토론토에서 태어났다.

## 출연 작품

### 영화
- 오펀: 천사의 비밀 (2009년) - 주시다 수녀 역
- 인크레더블 헐크 (2008년)
- 더 노트 (2007년)
- 보이 걸 씽 (2006년)
- 엘로이즈 무도회 소동 (2003년)

### 텔레비전
- 웨어하우스 13 (2012) - 리나 역
- 비튼 (2014-16)